# Dimerota bipartita
Dimerota bipartita là một loài bướm đêm trong họ Noctuidae.